# Ваенский, Фёдор Степанович
Фёдор Степанович Ваенский — советский хоккеист с мячом, мастер спорта СССР (1964).

## Карьера
Фёдор Степанович Ваенский родился 4 августа 1928 года в Архангельске, где с детства занимался хоккеем с мячом в секции при Доме пионеров. 
В 1953 году начал выступать за архангельский «Водник», выступавшем во II группе Чемпионата СССР. После сезона 1954 года команда была повышена в классе, и 17 декабря 1954 года в Москве, где архангельский клуб встречался с ленинградской «Энергией», Ваенский дебютировал на высшем уровне чемпионата страны.
На протяжении многих лет являлся одним из ведущих игроков «Водника». За 12 сезонов в высшей лиге СССР провёл 195 матчей, а в 1955, 1960, 1962—1964 годах являлся её капитаном.
В 1961 году вместе с командой стал серебряным призёром чемпионата РСФСР.
По итогам сезона 1963/64 годов, ставшим одним из наиболее удачных для северян в советскую эпоху, семь архангелогородцев, в том числе и Фёдор Ваенский, были удостоены звания «Мастер спорта СССР».
9 марта 1967 года в матче против красноярского «Енисея» состоялась его последняя игра на профессиональном уровне.

## Смерть
Скончался 5 апреля 2015 года. Был похоронен в Архангельске на Жаровихинском кладбище.